# Mémorial Tchigorine

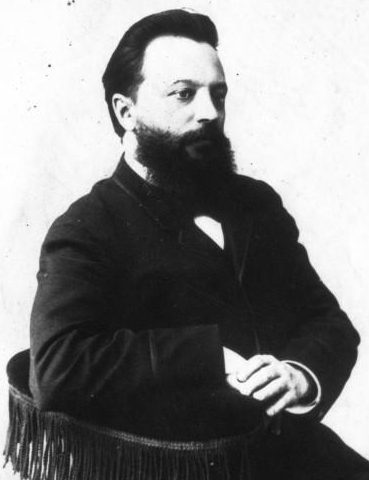
Mikhaïl Tchigorine en 1908.

Le mémorial Tchigorine est une compétition d'échecs organisée pour la première fois en 1909 en la mémoire du champion russe Mikhaïl Tchigorine mort en 1908. Depuis 1993, le mémorial Tchigorine est organisé chaque année à Saint-Pétersbourg sous la forme d'un tournoi open.

## Multiples vainqueurs
4 victoires
- Lev Polougaïevski (en 1963, 1972, 1974 et 1976)

3 victoires
- Mikhaïl Tal (en 1973, 1977 et 1982)
- Ievgueni Svechnikov (en 1976, 1983 et 1985)
- Sergueï Volkov (en 1998, 1999 et 2009)
- Kirill Alekseïenko (en 2015, 2016 et 2017)

2 victoires
- Nikolaï Kroguious (en 1964 et 1967)
- Boris Spassky (en 1965 et 1967)
- Alekseï Fiodorov (en 1996 et 2021)
- Dmitri Botcharov (en 2006 et 2011)

## Premiers tournois

### Saint-Pétersbourg 1909: Lasker et Rubinstein
Le premier mémorial fut un tournoi international organisé par du 14 février au 12 mars 1909 par le club de Saint-Pétersbourg. Il fut remporté par le champion du monde Emanuel Lasker et Akiba Rubinstein qui marquèrent 14,5 points sur 18 et devancèrent de 3,5 points Oldrich Duras et Rudolf Spielmann (11 / 18).

### Moscou 1947: Botvinnik
Le premier mémorial Tchigorine de l'après Seconde Guerre mondiale eut lieu à Moscou du 25 novembre au 22 décembre 1947 avec seize joueurs. Il fut remporté par le futur champion du monde (en 1948) Mikhaïl Botvinnik avec 11 points sur 15, devant Viatcheslav Ragozine (10,5 / 15), suivis de Issaak Boleslavski et Vassily Smyslov (10 / 15). Les premiers joueurs non soviétiques étaient Ludĕk Pachman (8e, 8,5 / 15), Petar Trifunović (9e, 8 / 15) et Svetozar Gligorić (10e, 7,5 / 15).

### Leningrad 1951 (tournoi national): Smyslov
Le mémorial Tchigorine de 1951 eut lieu à Léningrad (ancienne Saint-Pétersbourg) en janvier et février 1951 et opposait uniquement des joueurs soviétiques. La phase finale du tournoi comprenait quatorze demi-finales qualifiant chacune un joueur. Les 14 joueurs sélectionnés (dont Flohr, Estrine, Simaguine, Kortchnoï, Loutikov, Alatortsev, Chamkovitch, Tolouch et Taïmanov) affrontaient Vassily Smyslov qui remporta la finale avec 1,5 point d'avance sur Taïmanov et Aronine.

### Rostov-sur-le-Don  1961: Taïmanov
Le deuxième tournoi international en la mémoire de Tchigorine eut lieu du 29 mai au 30 juin 1961 à Rostov-sur-le-Don. Il opposait douze joueurs et fut remporté par Mark Taïmanov (8 / 11) devant Vitali Tarassov et Rachid Nejmetdinov (7,5 / 11) et Lev Polougaïevski (6,5 / 11). Le premier joueur non soviétique était Dragoljub Ciric, 5e-6e, avec 5,5 points sur 11.

## Tournois de Sotchi (1963 à 1967)
| Année | Vainqueurs (s)                                                                          | Deuxième(s)                    | Troisième(s)                         | Quatrième         | Joueurs | Notes |
| ----- | --------------------------------------------------------------------------------------- | ------------------------------ | ------------------------------------ | ----------------- | ------- | --- |
| 1963  | Lev Polougaïevski                                                                       | Vassily Smyslov                | Nikolaï Kroguious Vladimir Antochine |                   | 12      | Premiers joueurs non soviétiques : Ciocaltea, Bukić et Bobotsov (6e-8e)                                                     |
| 1964  | Nilolaï Kroguious                                                                       | Ratmir Kholmov Mato Damjanović |                                      | Boris Spassky     | 16      | 8 joueurs non soviétiques                                                                                                   |
| 1965  | Wolfgang Unzicker Boris Spassky                                                         |                                | Dragoljub Ciric                      | Nikolaï Kroguious | 16      | 6 joueurs non soviétiques                                                                                                   |
| 1966  | Viktor Kortchnoï                                                                        | Lev Polugaïevski               | Nikolaï Kroguious Milan Matulović    |                   | 16      | 7 joueurs non soviétiques 5e-6e : Boris Spassky et Anatoli Lein                                                             |
| 1967  | Nilolaï Kroguious Leonid Chamkovitch Vladimir Simaguine Boris Spassky Aleksandr Zaïtsev |                                |                                      |                   | 16      | Premier joueur non soviétique : Rajko Bogdanović (8e-10e) Les six autres non soviétiques occupent les six dernières places. |

## Kislovodsk 1972: Polougaïevski
Le huitième mémorial Tchigorine eut lieu à Kislovodsk du 20 octobre au 14 novembre 1972 avec quinze participants. Polougaïevski remporte le tournoi (11 points sur 14) devant Leonid Stein (10 / 14), Efim Geller (9/10). Premier joueur non soviétique : Wolfgang Unzicker, 4e-6e (8 / 14), ex æquo avec Buchuti Gourguenidzé et Vitali Tsechkovski.

## Tournois de Sotchi (1973 à 1990)
| Année | Vainqueurs (s)                                        | Deuxième(s)                                        | Troisième(s)                                    | Quatrième(s)                                                     | Joueurs | Notes                                                       |
| ----- | ----------------------------------------------------- | -------------------------------------------------- | ----------------------------------------------- | ---------------------------------------------------------------- | ------- | ----------------------------------------------------------- |
| 1973  | Mikhaïl Tal                                           | Boris Spassky                                      | Jan Smejkal Nikolaï Kroguious                   |                                                                  | 16      | 5e-6e : Jan Timman et Ulf Andersson                         |
| 1974  | Lev Polougaïevski                                     | Alekseï Souétine Lutz Espig                        |                                                 | Vassily Smyslov Vitali Tsechkovski Ratmir Kholmov                | 16      |                                                             |
| 1976  | Lev Polougaïevski Ievgueni Svechnikov                 |                                                    | Vitali Tsechkovski                              | Andras Adorjan Florin Gheorghiu Igor Zaïtsev                     | 16      |                                                             |
| 1977  | Mikhaïl Tal                                           | Efim Geller Aleseï Souétine                        |                                                 | Nilolaï Kroguious                                                | 16      | Petrossian finit 5e-9e, ex æquo avec Adorjan.               |
| 1979  | Noukhim Rachkovski                                    | Ievgueni Svechnikov                                | Lev Psakhis Andreï Kharitonov                   |                                                                  | 16      | 1er joueur non soviétique : Nino Kirov (Bulgarie, 7e)       |
| 1980  | Aleksandr Pantchenko                                  | Iouri Balachov                                     | Eugenio Torre                                   | Rafael Vaganian John van der Wiel                                | 16      |                                                             |
| 1981  | Vitali Tsechkovski                                    | Lev Polougaïevski                                  | Anatoli Vaïsser                                 |                                                                  | 16      |                                                             |
| 1982  | Mikhaïl Tal                                           | Predrag Nikolic                                    | Oleg Romanichine semion Dvoïris Anatoli Vaïsser |                                                                  | 16      | Jon Speelman finit 6e-7e.                                   |
| 1983  | Anatoli Vaïsser Ievgueni Svechnikov                   |                                                    | Ventsislav Inkiov Sergiu Grünberg               |                                                                  | 15      | Moyenne Elo 2506                                            |
| 1984  | Gueorgi Agzamov                                       | Oleg Romanichine                                   | Lev Psakhis                                     | Joni Yrjola Mikhaïl Tal                                          | 15      | Moyenne Elo 2 504                                           |
| 1985  | Ievgueni Svechnikov                                   | Lev Psakhis Viatcheslav Eingorn Dragan Barlov      |                                                 |                                                                  | 15      | Moyenne Elo 2 502                                           |
| 1986  | Svetozar Gligorić Aleksandr Beliavski Rafael Vaganian |                                                    |                                                 | Iouri Razouvaïev Mikhaïl Tal                                     | 15      | Moyenne Elo 2 531                                           |
| 1987  | Sergueï Smaguine Ievgueni Pigoussov Andreï Kharitonov |                                                    |                                                 | Ievgueni Svechnikov Smbat Lputian Jossef Horvath Evgueni Bareïev | 15      | Moyenne Elo 2 505                                           |
| 1988  | Sergueï Dolmatov                                      | Lev Psakhis                                        | Iouri Dokhoïan                                  | Ivan Bareïev Helgi Olafsson Jón Arnason Ratmir Kholmov           | 14      | Moyenne Elo 2 540                                           |
| 1989  | Alekseï Vyjmanavine                                   | Aleksandr Goldine Aleksandr Khalifman Joël Lautier |                                                 |                                                                  | 15      | Tournoi A de moyenne Elo 2 499. Kramnik 4e-5e du tournoi B. |
| 1990  | Vadim Rouban                                          | Viatcheslav Ikonnikov Avigdor Boukovski            |                                                 | Iouri Chabanov Thomas Luther Ratmir Kholmov                      | 12      | Moyenne Elo : 2 412                                         |

## Open international de Saint-Pétersbourg (depuis 1993)
| Année | Vainqueurs (s)                        | Deuxième(s) |
| ----- | ------------------------------------- | --- |
| 1993  | Alekseï Dreïev                        | |
| 1994  | Ildar Ibraguimov                      | |
| 1995  | Vladimir Bourmakine                   | Alekseï Bezgodov |
| 1996  | Alekseï Fiodorov Lembit Oll           | |
| 1997  | Konstantin Sakaïev                    | Evgueni Svechnikov, Vladimir Bourmakine Ildar Ibragimov, Sergueï Chipov Mikhaïl Brodski, Sergueï Zagrebelny Karen Asrian                                                           |
| 1998  | Sergueï Volkov (au départage)         | Ruslan Cherbakov |
| 1999  | Aleksandr Grichtchouk Sergueï Volkov  | |
| 2000  | Valeri Filippov (au départage)        | Ievgueni Naïer, Alekeï Korotilev Piotr Kiriakov, Maksim Sorokine Alekseï Elisseïev                                                                                                 |
| 2001  | Mikhaïl Kobalia                       | Vladimir Belov, Alekseï Kornev Andreï Rytchagov |
| 2002  | Aleksandr Fominykh                    | Aleksandr Arechtchenko, Artiom Timofeïev Denis Ievseïev, Aleksandr Kovtchan |
| 2004  | Sergueï Ivanov                        | Alekseï Bezgodov, Nikita Vitiougov |
| 2005  | Igor Zakharevitch Roman Ovetchkine    | |
| 2006  | Dmitri Botcharov                      | Boris Savtchenko, Andreï Rytchagov Anton Chomoïev, Vladimir Belov |
| 2007  | Sergei Movsessian (au départage)      | Alekseï Goubajdoulline |
| 2008  | Vladimir Belov (au départage)         | Farroukh Amonatov, Valeri Popov |
| 2009  | Sergueï Volkov (au départage)         | Zhou Weiqi, Andreï Rytchagov Andreï Deviatkine, Hrant Melkoumian |
| 2010  | Eltaj Safarli                         | Ivan Sokolov, Aleksandr Arechtchenko Dmitri Andreïkine, Alekseï Dreïev Konstantin Sakaïev, Vladimir Fedosseïev                                                                     |
| 2011  | Dmitri Botcharov                      | Vladimir Onichtchouk, Daniil Lintchevski Denis Khismatoulline, Vadim Zviaguintsev Pavel Smirnov, Sergueï Azarov Artour Gabrielian, Anton Chomoïev                                  |
| 2012  | Aleksandr Arechtchenko (au départage) | Bartosz Soćko |
| 2013  | Pavel Eljanov (au départage)          | Dmitri Kokarev, Maksim Matlakov Aleksandr Arechtchenko, Denis Khismatoulline Oleg Korneïev, Dragan Šolak Vadim Zviaguintsev, Sanan Siouguirov Ivan Boukavchine, Ildar Khaïroulline |
| 2014  | Ivan Ivanišević (au départage)        | Ivan Boukavchine |
| 2015  | Kirill Alekseïenko (au départage)     | Chanda Sandipan, Dmirtri Kokarev |
| 2016  | Kirill Alekseïenko                    | Ievgueni Romanov, Gata Kamsky Sergueï Volkov |
| 2017  | Kirill Alekseïenko (au départage)     | David Paravian, S. P. Sethuraman Alekseï Sarana |
| 2018  | Pouya Idani                           | Evgueni Alekseïev |
| 2019  | Vitaliy Syvouk (au départage)         | Alekseï Aleksandrov, Ivan Botcharov |
| 2021  | Alekseï Fiodorov (au départage)       | Denis Khismatoulline |
| 2022  | Alekseï Aleksandrov (au départage)    | Alekseï Goganov, Polina Chouvalova |